# Ruszkowo (Ciechanów)
Pour les articles homonymes, voir Ruszkowo.
Ruszkowo (prononciation : [ruʂˈkɔvɔ]) est un village polonais de la gmina de Gołymin-Ośrodek dans le powiat de Ciechanów de la voïvodie de Mazovie dans le centre-est de la Pologne.
Il se situe à environ 3 kilomètres à l'ouest de Gołymin-Ośrodek (siège de la gmina), 16 kilomètres au sud-est de Ciechanów (siège du powiat) et à 66 kilomètres au nord de Varsovie (capitale de la Pologne).

## Histoire
De 1975 à 1998, le village appartenait administrativement à la voïvodie de Ciechanów.